# N9 (Zuid-Afrika)
De N9 is een nationale weg in Zuid-Afrika. De weg loopt van George naar Colesberg.